# Наркисс Иерусалимский
Святой Наркисс Иерусалимский (II век нашей эры) — 30-й и 34-й патриарх Иерусалимский. Святой православной (память — 7/20 августа) и католической (память — 29 октября) церквей. 

## Биография
Грек по происхождению, Наркисс занял Иерусалимскую патриаршую кафедру в довольно преклонном возрасте. С его первым патриаршеством связана важная церковная реформа: Иерусалимская церковь приняла решение праздновать Пасху всегда по воскресеньям, даже если в таком случае дата празднования не совпадала с еврейским праздником Пасхи. К тому времени этой практики уже придерживались Рим и Александрия, а после принятия её Иерусалимом она вскоре сделалась общей для всей христианской церкви.
Тем не менее, спустя некоторое время в Иерусалимском патриархате возникла сильная оппозиция Наркиссу. Несколько авторитетных верующих под присягой обвинили его в каких-то нарушениях. Наркисс сложил с себя сан патриарха и удалился в пустыню, чтобы вести монашескую жизнь.
Однако трое следующих патриархов оказались не слишком удачны. Поэтому, в конечном итоге, прихожане и клир попросили Наркисса вернуться в Иерусалим и стать патриархом повторно, что тот и исполнил. Однако, поскольку Наркисс был уже очень стар, то большую часть его обязанностей выполнял поставленный им викарный епископ Александр, тогда как некоторые ключевые церемониальны обязанности остались за Наркиссом. 
Пробыв патриархом некоторое время, Наркисс мирно скончался в глубокой старости (по совершенно легендарным житийным данным ему было 116 лет). Его очень высоко ценил византийский церковный историк Евсевий Кесарийский, которому мы, в основном, и обязаны деталями биографии Наркисса. Евсевий твёрдо придерживался мнения, что обвинения, заставившие Наркисса отречься от патриаршества, являлись клеветой, подкреплённой лжесвидетельствованием со стороны его противников. Евсевий отмечает в своём труде добродетель Наркисса, сообщается о чудесах, якобы, совершенных им при жизни (превращение воды в масло на пасхальной литургии и т.д.), приписывает ему, как уже указывалось, чрезвычайно долгую жизнь (стал патриархом первый раз в 80 лет, скончался в 116). Стоит отметить, что последовательность Иерусалимских патриархов и многие другие биографические данные о них также основываются на трудах Евсевия. 
Наркисс был канонизирован ещё до Великой Схизмы, и по этой признаётся святым как православными, так и католиками. В то же время, широкого народного почитания Наркисса в восточно-христианской церкви в византийский период её истории не зафиксировано. 